# Schloss Friedensburg

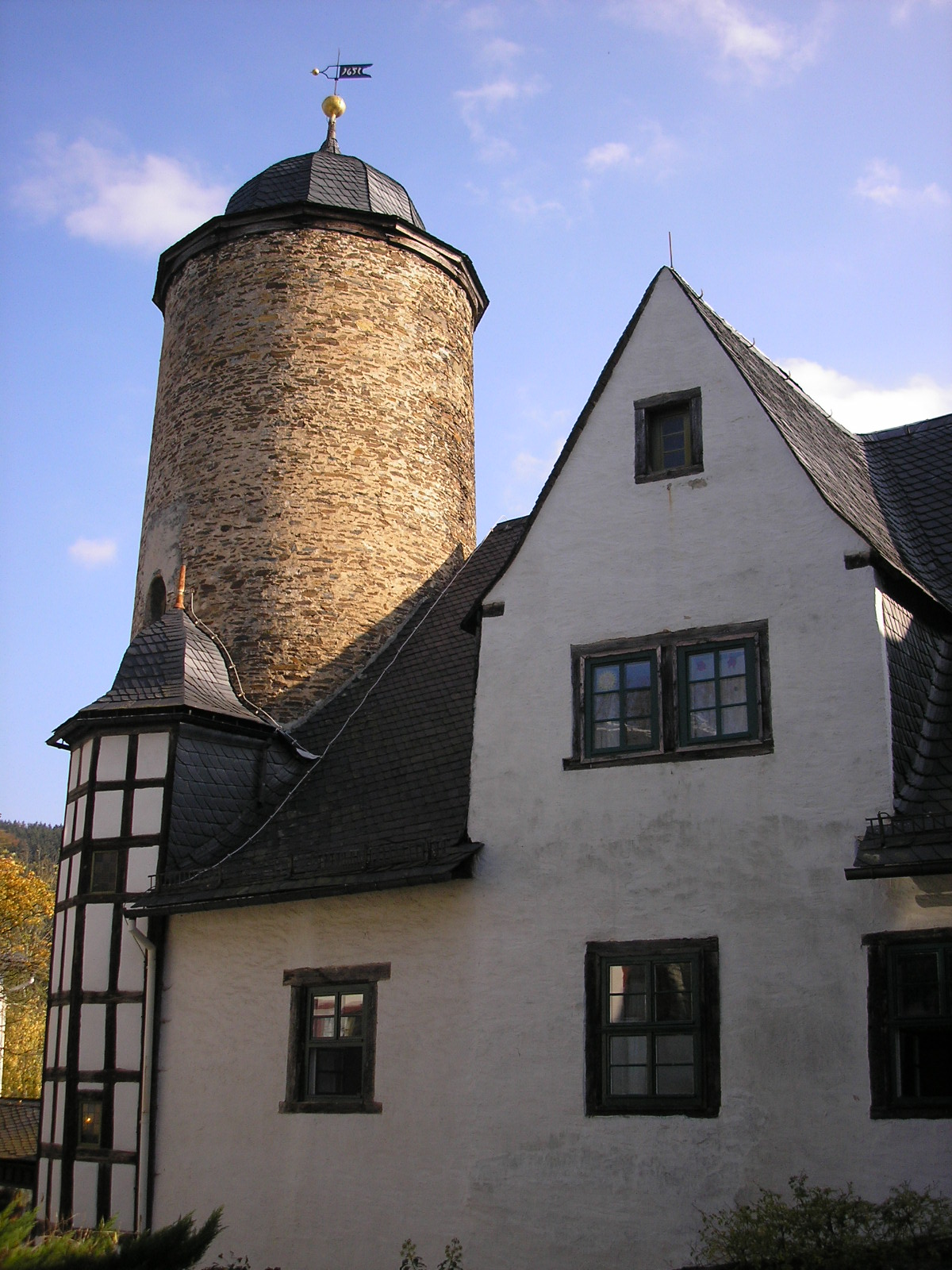
Bergfried

Das Schloss Friedensburg, die frühere Burg Leutenberg ist eine Schlossburg über dem Sormitztal bei Leutenberg im Südosten Thüringens. Es war Residenz der Grafen von Schwarzburg-Leutenberg, stammt aus dem frühen 16. Jahrhundert und wird heute als dermatologisches Spezialkrankenhaus genutzt.

## Geschichte

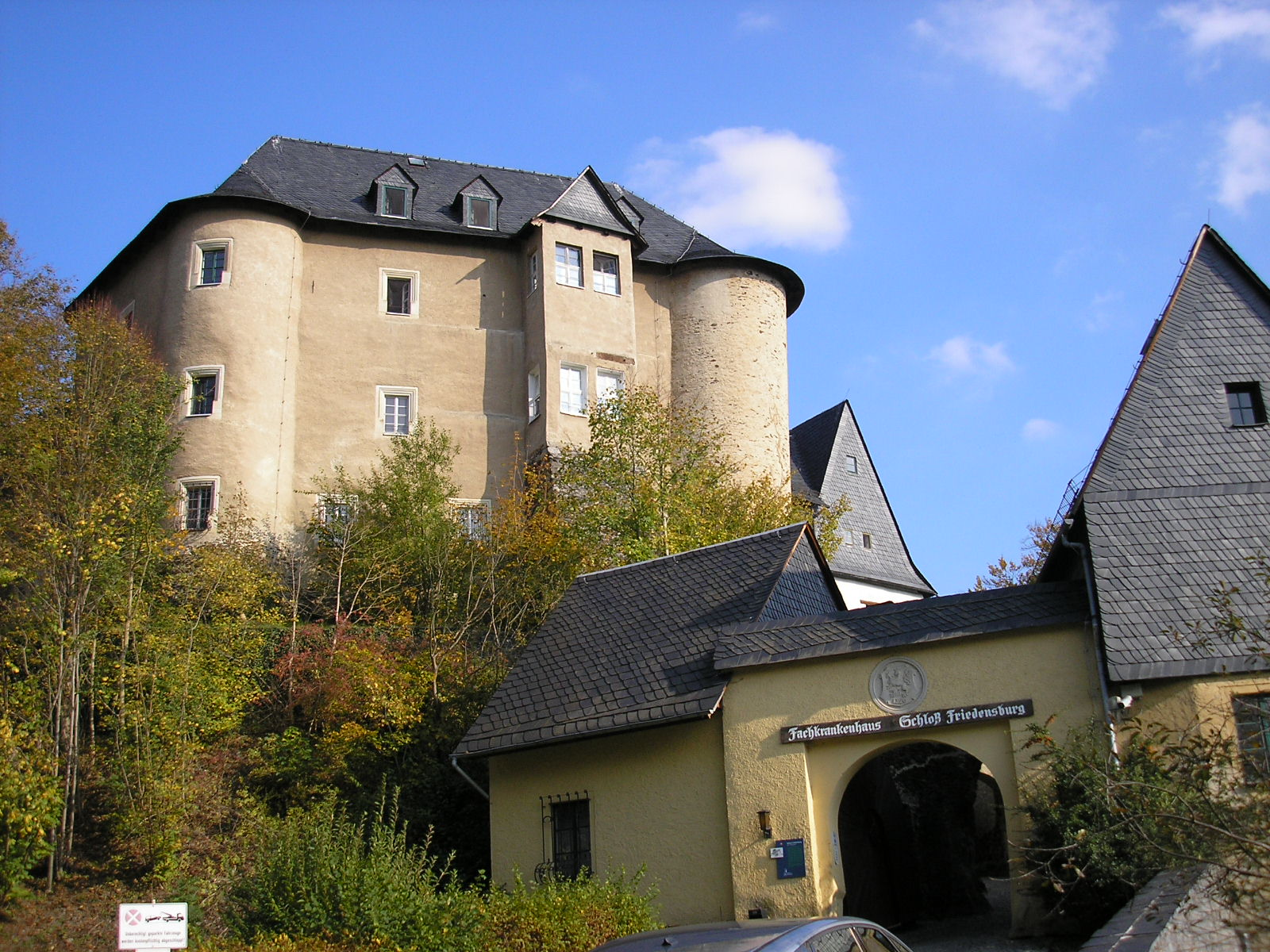
Burgtor mit Vorburg

Bergfried und Toreingang ca. 1953, Deutsche Fotothek

Die Baugeschichte der Burg beginnt im 9. Jahrhundert, als slawische Stämme auf dem Hügel eine Fluchtburg anlegten, auf der sie Schutz vor den Sorben aus dem Osten suchen konnten. Eine mittelalterliche Burg ist ab dem 14. Jahrhundert nachweisbar. Sie war Sitz der 1187 erstmals erwähnten Ministerialen von Lutenburg (Leutenberg). Später folgten die Grafen von Schwarzburg-Leutenberg als Burgherren (zwischen 1362 und 1564). Im 16. Jahrhundert kam es zu ständigen Erbstreitigkeiten zwischen Schwarzburgern, Leutenbergern und den Grafen von Orlamünde, die dazu führten, dass man die Burg nach Beendigung dieser Fehden Friedensburg nannte (zum ersten Mal 1718 schriftlich belegt). Zwischen 1491 und 1525 setzte wieder eine rege Bautätigkeit an der Burg ein, bei der sie ihr heutiges Aussehen erhielt. In der Folgezeit wurde die Schlossburg immer wieder von Bränden heimgesucht, so zum Beispiel in den Jahren 1567, 1695, 1726, 1800 und 1934. Beim letzten Brand 1934 wurde die Burg schwer beschädigt und ein Großteil des historischen Innenausbaus, wie etwa die Kapelle, vernichtet. Nach dem Wiederaufbau diente die Schlossburg, die sich seit 1935 in Landesbesitz befand, als Ferienheim und später als Haus für den Ministerrat der DDR. Zwischen 1991 und 1993 wurde sie erneut umfassend saniert und dient seitdem als Fachkrankenhaus für Dermatologie.